# Babine (langue)
Pour les articles homonymes, voir Babine.
Le babine (autonyme : Nedut'een–Witsuwitʼen) est une langue amérindienne parlée en Colombie-Britannique, au Canada. En 2021, Statistique Canada compte 175 locuteurs de langue maternelle au pays.

## Classification
Le babine est une langue athapascane septentrionale.

## Écriture
| a  | c | c’ | d | dl | dz | e | ee | g  | gh  | gw | h   | i  | j | k | kh | kw | kw’ | k’ | l |
| lh | m | n  | o | p  | p’ | s | t  | tl | tl’ | ts | ts’ | t’ | u | w | wh | yh | z   | ’  |   |

| a | c  | c’ | d | dl | dz | e  | ë | g | gh | gw  | h  | i   | ï  | j | k | kh | kw | kw’ | k’ |
| l | lh | m  | n | o  | p  | p’ | s | t | tl | tl’ | ts | ts’ | t’ | u | w | wh | yh | z   | ’  |

## Sources
- (en) Sharon Hargus, Witsuwit’en grammar : phonetics, phonology, morphology, UBC Press, coll. « First Nations languages », 2007 (ISBN 978-0-7748-1382-2, présentation en ligne)
- (en) Sharon Hargus, Sounds and writing systems of Deg Xinag, Tsek’ene and Witsuwit’en. Slides. Guest lecture for Dene course, Leslie Saxon, University of Victoria, Sept. 26, 2016., 2016 (lire en ligne)
- (bcr) Barbara Hildebrandt et Henry Hildebrandt, Nedutʼeen habikinic 1, 2 = Northern Carrier reader, book one/two, 1977
- (en) Gillian Story, Babine and Carrier phonology: A historically oriented study, Arlington, Summer Institute of Linguistics, 1984 (lire en ligne)